# Orlando Jones

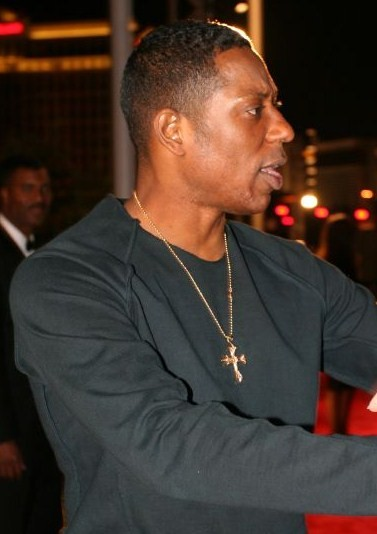
Orlando Jones, 2007

Orlando Jones (Mobile, Alabama; 10 de abril de 1968) es un actor estadounidense conocido por ser parte del reparto de MADtv y su papel de portavoz del 7up desde 1999 hasta 2002.

## Biografía
Es hijo de madre dominicana y padre afroamericano. Su padre fue exjugador profesional de béisbol con Philadelphia Phillies. Se mudó a Mauldin, Carolina del Sur donde se graduó en el instituto de Mauldin en 1985. Sus primeras experiencias en el mundo de la interpretación fue el papel de hombre lobo en una casa encantada en colaboración para recaudar dinero para el baile junior/senior del instituto. Jones ingresó en la universidad de Charleston y abandonó sus estudios en 1990 sin terminar la carrera.
En busca de su interés por la industria del entretenimiento, Jones creó su propia compañía productora, Homeboy's Productions and Advertising. En 1987 obtuvo su primer trabajo como guionista para la comedia de NBC, A Different World donde consiguió un pequeño papel en la quinta y última temporada. Durante 1992 y 1993, Jones estuvo en la serie de FOX Roc y en 1993 coprodujo The Sinbad Show. También realizó una breve aparición en Herman's Head en 1992.

## Filmografía

### Cine
| Año  | Título                                        | Papel                                                     |
| ---- | --------------------------------------------- | --------------------------------------------------------- |
| 2023 | Til Death Do Us Part                          | Padrino #4                                                |
| 2016 | El libro del amor                             | Cornelius Thibadeaux                                      |
| 2011 | Seconds Apart                                 | Detective Lampkin                                         |
| 2009 | Cirque du Freak: The Vampire's Assistant      | Alexander Ribs                                            |
| 2007 | Primeval                                      | Steve Johnson                                             |
| 2007 | I Think I Love My Wife                        | Nelson (No acreditado)                                    |
| 2006 | Looking for Sunday                            | Einstein Steinberg                                        |
| 2004 | House of D                                    | Superfly                                                  |
| 2003 | Runaway Jury                                  | Russell                                                   |
| 2003 | Biker Boyz                                    | Soul Train                                                |
| 2002 | Drumline                                      | Dr. Lee                                                   |
| 2002 | La máquina del tiempo                         | Vox                                                       |
| 2001 | Evolution                                     | Prof. Harry Phineas Block                                 |
| 2001 | Dime que no es verdad                         | Dig McCaffrey                                             |
| 2001 | Double Take                                   | Daryl Chase                                               |
| 2000 | Al diablo con el diablo                       | Daniel/Dan/Danny, Esteban, Beach Jock, Lamar Garrett, Dr. |
| 2000 | Chain of Fools                                | Miss Cocoa                                                |
| 2000 | The Replacements                              | Clifford Franklin                                         |
| 2000 | From Dusk till Dawn 3: The Hangman's Daughter | Ezra Traylor                                              |
| 1999 | Magnolia                                      | Worm                                                      |
| 1999 | Liberty Heights                               | Little Melvin                                             |
| 1999 | Office Space                                  | Steve, vendedor de revistas                               |
| 1999 | New Jersey Turnpikes                          |                                                           |
| 1999 | Waterproof                                    | Natty Battle                                              |
| 1998 | Woo                                           | Sticky Finjas                                             |
| 1997 | In Harm's Way                                 | Andre                                                     |
| 1997 | Sour Grapes                                   | Bum                                                       |

### Televisión
| Año       | Título                 | Papel              | Observaciones                        |
| --------- | ---------------------- | ------------------ | ------------------------------------ |
| 2017-2019 | American Gods          | Mr. Nancy / Anansi |                                      |
| 2013-2015 | Sleepy Hollow          | Frank Irvin        | personaje principal, serie de TV FOX |
| 2008      | Pushing Daisies        | Magnus Olsdatter   |                                      |
| 2008      | New Amsterdam          | Harold Wilcox      |                                      |
| 2008      | Everybody Hates Chris  | Clint Huckstable   |                                      |
| 2007      | Men in Trees           | George Washington  |                                      |
| 2006      | The Evidence           | Cayman Bishop      |                                      |
| 2003      | The Bernie Mac Show    | Party Planner      |                                      |
| 2003      | The Orlando Jones Show | Él mismo           | Presentador                          |
| 2003      | Girlfriends            | Dr. Darren Lucas   |                                      |
| 2000      | HBO First Look         | Él mismo           | Presentador                          |
| 1995-1997 | MADtv                  | Varios personajes  | Programa de sketches                 |
| 1994-1995 | Sound fX               | Él mismo           | Presentador                          |
| 1992      | A Different World      | Troy Douglas       |                                      |
| 1992      | Herman's Head          | Policía            |                                      |

### Doblaje
| Año  | Título                            | Papel                 | Observaciones |
| ---- | --------------------------------- | --------------------- | ------------- |
| 2006 | The Adventures of Chico and Guapo | Chico, Guapo          | Serie animada |
| 2005 | L.A. Rush                         | Ty Malix              | Videojuego    |
| 2004 | Father of the Pride               | Snack                 | Serie de TV   |
| 2004 | Halo 2                            | Marine Sergeant Banks | Videojuego    |
| 1997 | King of the Hill                  | Kidd Mookie           | Serie animada |
| 1993 | Yuletide in the 'hood             |                       | Serie de TV   |